# Spettroscopia slitless
La spettroscopia slitless (senza fessura o senza fenditura) è una tecnica spettroscopica usata in astronomica per studiare la diffrazione della luce quando questa proviene da una piccola regione di osservazione scarsamente popolata da oggetti celesti. In questa modalità operativa senza fessure (aperture) sul fuoco di ingresso tutti gli oggetti nel campo visivo sono dispersi  consentendo una spettroscopia multi-oggetto. Al posto della fessura da cui passa la luce oggetto di osservazione vengono utilizzati dei reticoli a prisma o grismi' disposti per mantenere la luce a una lunghezza d'onda determinata.
La tecnica è opportuna nelle osservazioni di regioni scarsamente popolate, poiché distribuisce ogni punto nel suo spettro luminoso e le regioni luminose risultano troppo sature per essere utili ai fini di studio.
Uno dei primi astronomi ad utilizzare questa tecnica fu Nicholas Mayall, che la applicò al telescopio Crossley per osservare nebulose e galassie a bassa luminosità e irregolari.